# Placebo (Band)/Diskografie
Diese Diskografie ist eine Übersicht über die musikalischen Werke der britischen Alternative-Rock-Band Placebo. Den Quellenangaben zufolge hat sie bisher mehr als zwölf Millionen Tonträger verkauft, davon laut Schallplattenauszeichnungen alleine in ihrer Heimat über zwei Millionen. Ihre erfolgreichste Veröffentlichung ist das dritte Studioalbum Black Market Music mit über 1,5 Millionen verkauften Einheiten.

## Alben

### Studioalben
| Jahr | Titel Musiklabel                             | Höchstplatzierung, Gesamtwochen, AuszeichnungChartplatzierungen (Jahr, Titel, Musiklabel, Platzierungen, Wochen, Auszeichnungen, Anmerkungen) | Höchstplatzierung, Gesamtwochen, AuszeichnungChartplatzierungen (Jahr, Titel, Musiklabel, Platzierungen, Wochen, Auszeichnungen, Anmerkungen) | Höchstplatzierung, Gesamtwochen, AuszeichnungChartplatzierungen (Jahr, Titel, Musiklabel, Platzierungen, Wochen, Auszeichnungen, Anmerkungen) | Höchstplatzierung, Gesamtwochen, AuszeichnungChartplatzierungen (Jahr, Titel, Musiklabel, Platzierungen, Wochen, Auszeichnungen, Anmerkungen) | Höchstplatzierung, Gesamtwochen, AuszeichnungChartplatzierungen (Jahr, Titel, Musiklabel, Platzierungen, Wochen, Auszeichnungen, Anmerkungen) | Anmerkungen                                                  |
| Jahr | Titel Musiklabel                             | DE | AT | CH | UK | US | Anmerkungen                                                  |
| ---- | -------------------------------------------- | --- | --- | --- | --- | --- | ------------------------------------------------------------ |
| 1996 | Placebo Virgin Records (EMI)                 | — | — | — | UK5 Platin · (13 Wo.)UK | — | Erstveröffentlichung: 12. Juni 1996 Verkäufe: + 425.000      |
| 1998 | Without You I’m Nothing Virgin Records (EMI) | DE55 (22 Wo.)DE | AT43 (1 Wo.)AT | CH95 (2 Wo.)CH | UK7 Platin · (17 Wo.)UK | — | Erstveröffentlichung: 9. Oktober 1998 Verkäufe: + 1.077.500  |
| 2000 | Black Market Music Virgin Records (EMI)      | DE4 Gold · (23 Wo.)DE | AT7 (13 Wo.)AT | CH15 Gold · (11 Wo.)CH | UK6 Gold · (5 Wo.)UK | — | Erstveröffentlichung: 4. Oktober 2000 Verkäufe: + 1.500.000  |
| 2003 | Sleeping with Ghosts Virgin Records (EMI)    | DE2 Platin · (35 Wo.)DE | AT6 Gold · (33 Wo.)AT | CH3 Gold · (45 Wo.)CH | UK11 Gold (Virgin) + Silber (Hut) · (11 Wo.)UK                                                                                                | — | Erstveröffentlichung: 8. Januar 2003 Verkäufe: + 1.060.000   |
| 2006 | Meds Virgin Records (EMI)                    | DE2 Platin · (31 Wo.)DE | AT1 Gold · (26 Wo.)AT | CH1 Platin · (24 Wo.)CH | UK7 Gold · (4 Wo.)UK | US180 (1 Wo.)US | Erstveröffentlichung: 10. März 2006 Verkäufe: + 590.000      |
| 2009 | Battle for the Sun PIAS (RTD)                | DE1 Gold · (25 Wo.)DE | AT1 (16 Wo.)AT | CH1 (17 Wo.)CH | UK8 Silber · (2 Wo.)UK | US51 (1 Wo.)US | Erstveröffentlichung: 3. Juni 2009 Verkäufe: + 250.000       |
| 2013 | Loud Like Love Vertigo Records (UMG)         | DE3 Gold · (20 Wo.)DE | AT2 Gold · (12 Wo.)AT | CH1 (14 Wo.)CH | UK13 (3 Wo.)UK | US98 (1 Wo.)US | Erstveröffentlichung: 13. September 2013 Verkäufe: + 107.500 |
| 2022 | Never Let Me Go Elevator Lady (SOR)          | DE1 (13 Wo.)DE | AT1 (5 Wo.)AT | CH1 (9 Wo.)CH | UK3 (2 Wo.)UK | — | Erstveröffentlichung: 25. März 2022                          |

### Livealben
| Jahr | Titel Musiklabel                             | Höchstplatzierung, Gesamtwochen, AuszeichnungChartplatzierungen (Jahr, Titel, Musiklabel, Platzierungen, Wochen, Auszeichnungen, Anmerkungen) | Höchstplatzierung, Gesamtwochen, AuszeichnungChartplatzierungen (Jahr, Titel, Musiklabel, Platzierungen, Wochen, Auszeichnungen, Anmerkungen) | Höchstplatzierung, Gesamtwochen, AuszeichnungChartplatzierungen (Jahr, Titel, Musiklabel, Platzierungen, Wochen, Auszeichnungen, Anmerkungen) | Höchstplatzierung, Gesamtwochen, AuszeichnungChartplatzierungen (Jahr, Titel, Musiklabel, Platzierungen, Wochen, Auszeichnungen, Anmerkungen) | Höchstplatzierung, Gesamtwochen, AuszeichnungChartplatzierungen (Jahr, Titel, Musiklabel, Platzierungen, Wochen, Auszeichnungen, Anmerkungen) | Anmerkungen                                                 |
| Jahr | Titel Musiklabel                             | DE | AT | CH | UK | US | Anmerkungen                                                 |
| ---- | -------------------------------------------- | --- | --- | --- | --- | --- | ----------------------------------------------------------- |
| 2011 | Live at Angkor Wat Elevator Music (Elevator) | — | — | — | — | — | Erstveröffentlichung: 12. Dezember 2011                     |
| 2015 | MTV Unplugged Vertigo Records (UMG)          | DE6 Gold · (12 Wo.)DE | AT21 (7 Wo.)AT | CH13 (5 Wo.)CH | — | — | Erstveröffentlichung: 27. November 2015 Verkäufe: + 100.000 |

### Kompilationen
| Jahr | Titel Musiklabel                                                    | Höchstplatzierung, Gesamtwochen, AuszeichnungChartplatzierungen (Jahr, Titel, Musiklabel, Platzierungen, Wochen, Auszeichnungen, Anmerkungen) | Höchstplatzierung, Gesamtwochen, AuszeichnungChartplatzierungen (Jahr, Titel, Musiklabel, Platzierungen, Wochen, Auszeichnungen, Anmerkungen) | Höchstplatzierung, Gesamtwochen, AuszeichnungChartplatzierungen (Jahr, Titel, Musiklabel, Platzierungen, Wochen, Auszeichnungen, Anmerkungen) | Höchstplatzierung, Gesamtwochen, AuszeichnungChartplatzierungen (Jahr, Titel, Musiklabel, Platzierungen, Wochen, Auszeichnungen, Anmerkungen) | Höchstplatzierung, Gesamtwochen, AuszeichnungChartplatzierungen (Jahr, Titel, Musiklabel, Platzierungen, Wochen, Auszeichnungen, Anmerkungen) | Anmerkungen                                                |
| Jahr | Titel Musiklabel                                                    | DE | AT | CH | UK | US | Anmerkungen                                                |
| ---- | ------------------------------------------------------------------- | --- | --- | --- | --- | --- | ---------------------------------------------------------- |
| 2003 | Covers Virgin Records (EMI)                                         | — | — | — | — | — | Erstveröffentlichung: 2003                                 |
| 2004 | Once More with Feeling: Singles 1996-2004 Virgin Records (EMI)      | DE14 Gold · (11 Wo.)DE | AT8 (12 Wo.)AT | CH4 (15 Wo.)CH | UK8 Platin · (6 Wo.)UK | — | Erstveröffentlichung: 22. Oktober 2004 Verkäufe: + 650.000 |
| 2011 | B-Sides 1996–2006 Virgin Records (EMI)                              | — | — | — | — | — | Erstveröffentlichung: 4. März 2011                         |
| 2015 | Placebo: B-Sides Elevator Music (Elevator)                          | — | — | — | — | — | Erstveröffentlichung: 31. Juli 2015                        |
| 2015 | Without You I’m Nothing: B-Sides Elevator Music (Elevator)          | — | — | — | — | — | Erstveröffentlichung: 25. September 2015                   |
| 2015 | Black Market Music: B-Sides Elevator Music (Elevator)               | — | — | — | — | — | Erstveröffentlichung: 27. November 2015                    |
| 2016 | Sleeping with Ghosts: B-Sides Elevator Music (Elevator)             | — | — | — | — | — | Erstveröffentlichung: 19. Februar 2016                     |
| 2016 | Meds: B-Sides Elevator Music (Elevator)                             | — | — | — | — | — | Erstveröffentlichung: 8. April 2016                        |
| 2016 | A Place for Us to Dream – 20 Years of Placebo Vertigo Records (UMG) | DE10 (5 Wo.)DE | AT28 (5 Wo.)AT | CH16 (3 Wo.)CH | UK21 Silber · (1 Wo.)UK | — | Erstveröffentlichung: 7. Oktober 2016 Verkäufe: + 60.000   |

### EPs
| Jahr | Titel Musiklabel                                  | Höchstplatzierung, Gesamtwochen, AuszeichnungChartplatzierungen (Jahr, Titel, Musiklabel, Platzierungen, Wochen, Auszeichnungen, Anmerkungen) | Höchstplatzierung, Gesamtwochen, AuszeichnungChartplatzierungen (Jahr, Titel, Musiklabel, Platzierungen, Wochen, Auszeichnungen, Anmerkungen) | Höchstplatzierung, Gesamtwochen, AuszeichnungChartplatzierungen (Jahr, Titel, Musiklabel, Platzierungen, Wochen, Auszeichnungen, Anmerkungen) | Höchstplatzierung, Gesamtwochen, AuszeichnungChartplatzierungen (Jahr, Titel, Musiklabel, Platzierungen, Wochen, Auszeichnungen, Anmerkungen) | Höchstplatzierung, Gesamtwochen, AuszeichnungChartplatzierungen (Jahr, Titel, Musiklabel, Platzierungen, Wochen, Auszeichnungen, Anmerkungen) | Anmerkungen                            |
| Jahr | Titel Musiklabel                                  | DE | AT | CH | UK | US | Anmerkungen                            |
| ---- | ------------------------------------------------- | --- | --- | --- | --- | --- | -------------------------------------- |
| 2006 | Live at La Cigale Virgin Records (EMI)            | — | — | — | — | — | Erstveröffentlichung: 2. Oktober 2006  |
| 2012 | B3 Vertigo Records (UMG)                          | DE39 (1 Wo.)DE | AT35 (1 Wo.)AT | CH25 (1 Wo.)CH | UK65 (1 Wo.)UK | — | Erstveröffentlichung: 12. Oktober 2012 |
| 2016 | Life’s What You Make It Elevator Music (Elevator) | — | — | — | — | — | Erstveröffentlichung: 7. Oktober 2016  |

## Singles
| Jahr | Titel Album                                                                    | Höchstplatzierung, Gesamtwochen, AuszeichnungChartplatzierungen (Jahr, Titel, Album, Platzierungen, Wochen, Auszeichnungen, Anmerkungen) | Höchstplatzierung, Gesamtwochen, AuszeichnungChartplatzierungen (Jahr, Titel, Album, Platzierungen, Wochen, Auszeichnungen, Anmerkungen) | Höchstplatzierung, Gesamtwochen, AuszeichnungChartplatzierungen (Jahr, Titel, Album, Platzierungen, Wochen, Auszeichnungen, Anmerkungen) | Höchstplatzierung, Gesamtwochen, AuszeichnungChartplatzierungen (Jahr, Titel, Album, Platzierungen, Wochen, Auszeichnungen, Anmerkungen) | Höchstplatzierung, Gesamtwochen, AuszeichnungChartplatzierungen (Jahr, Titel, Album, Platzierungen, Wochen, Auszeichnungen, Anmerkungen) | Anmerkungen                                                                     |
| Jahr | Titel Album                                                                    | DE | AT | CH | UK | US | Anmerkungen                                                                     |
| ---- | ------------------------------------------------------------------------------ | --- | --- | --- | --- | --- | ------------------------------------------------------------------------------- |
| 1995 | Bruise Pristine Placebo                                                        | — | — | — | UK14 (3 Wo.)UK | — | Erstveröffentlichung: 9. Oktober 1995                                           |
| 1996 | Come Home Placebo                                                              | — | — | — | — | — | Erstveröffentlichung: 5. Februar 1996                                           |
| 1996 | 36 Degrees Placebo                                                             | — | — | — | — | — | Erstveröffentlichung: 3. Juli 1996                                              |
| 1996 | Teenage Angst Placebo                                                          | — | — | — | UK30 (3 Wo.)UK | — | Erstveröffentlichung: 16. September 1996                                        |
| 1997 | Nancy Boy Placebo                                                              | — | — | — | UK4 Silber · (6 Wo.)UK | — | Erstveröffentlichung: 20. Januar 1997 Verkäufe: + 200.000                       |
| 1998 | Pure Morning Without You I’m Nothing                                           | — | — | — | UK4 Silber · (6 Wo.)UK | — | Erstveröffentlichung: 3. August 1998 Verkäufe: + 200.000                        |
| 1998 | You Don’t Care About Us Without You I’m Nothing                                | — | — | — | UK5 (5 Wo.)UK | — | Erstveröffentlichung: 28. September 1998                                        |
| 1999 | Every You, Every Me Without You I’m Nothing                                    | DE99 (1 Wo.)DE | — | — | UK11 Gold · (5 Wo.)UK | — | Erstveröffentlichung: 25. Januar 1999 Verkäufe: + 400.000                       |
| 1999 | Without You I’m Nothing                                                        | — | — | — | — | — | Erstveröffentlichung: 16. August 1999 feat. David Bowie                         |
| 1999 | Burger Queen Without You I’m Nothing                                           | — | — | — | — | — | Erstveröffentlichung: 22. November 1999                                         |
| 2000 | Taste in Men Black Market Music                                                | — | — | — | UK16 (6 Wo.)UK | — | Erstveröffentlichung: 17. Juli 2000                                             |
| 2000 | Slave to the Wage Black Market Music                                           | DE92 (3 Wo.)DE | — | — | UK19 (3 Wo.)UK | — | Erstveröffentlichung: 25. September 2000                                        |
| 2001 | Special K Black Market Music                                                   | — | — | — | — | — | Erstveröffentlichung: 15. Januar 2001                                           |
| 2001 | Black-Eyed Black Market Music                                                  | DE94 (1 Wo.)DE | — | — | — | — | Erstveröffentlichung: 8. Oktober 2001                                           |
| 2003 | The Bitter End Sleeping with Ghosts                                            | DE34 (9 Wo.)DE | — | CH53 (5 Wo.)CH | UK12 (5 Wo.)UK | — | Erstveröffentlichung: 10. März 2003                                             |
| 2003 | This Picture Sleeping with Ghosts                                              | DE75 (3 Wo.)DE | — | — | UK23 (2 Wo.)UK | — | Erstveröffentlichung: 16. Juni 2003                                             |
| 2003 | Special Needs Sleeping with Ghosts                                             | DE71 (2 Wo.)DE | — | — | UK27 (2 Wo.)UK | — | Erstveröffentlichung: 15. September 2003                                        |
| 2004 | English Summer Rain Sleeping with Ghosts                                       | — | — | CH98 (1 Wo.)CH | UK23 (2 Wo.)UK | — | Erstveröffentlichung: 23. Februar 2004                                          |
| 2004 | Protège-moi auch bekannt als: Protect Me from What I Want Sleeping with Ghosts | — | — | CH26 (17 Wo.)CH | — | — | Erstveröffentlichung: 8. März 2004                                              |
| 2004 | Twenty Years Once More with Feeling                                            | DE52 (6 Wo.)DE | AT59 (2 Wo.)AT | CH50 (5 Wo.)CH | UK18 (3 Wo.)UK | — | Erstveröffentlichung: 18. Oktober 2004                                          |
| 2006 | Song to Say Goodbye Meds                                                       | DE34 (9 Wo.)DE | AT44 (9 Wo.)AT | CH38 (18 Wo.)CH | — | — | Erstveröffentlichung: 24. Februar 2006                                          |
| 2006 | Because I Want You Meds                                                        | — | — | — | UK13 (3 Wo.)UK | — | Erstveröffentlichung: 6. März 2006                                              |
| 2006 | Infra-Red Meds                                                                 | DE75 (9 Wo.)DE | — | — | UK42 (1 Wo.)UK | — | Erstveröffentlichung: 9. Juni 2006                                              |
| 2006 | Meds                                                                           | DE83 (3 Wo.)DE | — | CH78 (3 Wo.)CH | UK35 (1 Wo.)UK | — | Erstveröffentlichung: 6. Oktober 2006 feat. Alison Mosshart                     |
| 2006 | Running Up That Hill Covers                                                    | — | — | — | UK44 Gold · (2 Wo.)UK | — | Erstveröffentlichung: 31. Oktober 2006 Verkäufe: + 400.000; Original: Kate Bush |
| 2009 | Battle for the Sun                                                             | — | — | — | — | — | Erstveröffentlichung: 17. März 2009                                             |
| 2009 | For What It’s Worth Battle for the Sun                                         | DE32 (9 Wo.)DE | AT24 (5 Wo.)AT | CH33 (4 Wo.)CH | — | — | Erstveröffentlichung: 29. Mai 2009                                              |
| 2009 | The Never-Ending Why Battle for the Sun                                        | — | — | — | — | — | Erstveröffentlichung: 14. September 2009                                        |
| 2009 | Ashtray Heart Battle for the Sun                                               | DE66 (6 Wo.)DE | — | — | — | — | Erstveröffentlichung: 21. September 2009                                        |
| 2010 | Bright Lights Battle for the Sun                                               | DE62 (1 Wo.)DE | — | — | — | — | Erstveröffentlichung: 8. Februar 2010                                           |
| 2010 | I Feel You Covers                                                              | — | — | — | — | — | Erstveröffentlichung: 19. Juli 2010 Original: Depeche Mode                      |
| 2010 | Trigger Happy Hands –                                                          | — | — | — | — | — | Erstveröffentlichung: 6. September 2010                                         |
| 2013 | Too Many Friends Loud Like Love                                                | DE14 (11 Wo.)DE | AT51 (5 Wo.)AT | CH36 (7 Wo.)CH | — | — | Erstveröffentlichung: 9. Juli 2013                                              |
| 2013 | Loud Like Love                                                                 | — | — | — | — | — | Erstveröffentlichung: 6. August 2013                                            |
| 2014 | A Million Little Pieces Loud Like Love                                         | — | — | — | — | — | Erstveröffentlichung: 23. Juni 2014                                             |
| 2016 | Jesus’ Son A Place for Us to Dream – 20 Years of Placebo                       | — | — | — | — | — | Erstveröffentlichung: 9. September 2016                                         |
| 2017 | Life’s What You Make It Life’s What You Make It EP                             | — | — | — | — | — | Erstveröffentlichung: 2. Juni 2017 Original: Talk Talk                          |
| 2021 | Beautiful James Never Let Me Go                                                | — | — | — | — | — | Erstveröffentlichung: 16. September 2021                                        |
| 2021 | Surrounded by Spies Never Let Me Go                                            | — | — | — | — | — | Erstveröffentlichung: 9. November 2021                                          |
| 2022 | Try Better Next Time Never Let Me Go                                           | — | — | — | — | — | Erstveröffentlichung: 11. Januar 2022                                           |
| 2022 | Happy Birthday in the Sky Never Let Me Go                                      | — | — | — | — | — | Erstveröffentlichung: 4. März 2022                                              |

## Videoalben und Musikvideos

### Videoalben
| Jahr | Titel Musiklabel                                              | Höchstplatzierung, Gesamtwochen, AuszeichnungChartplatzierungen (Jahr, Titel, Musiklabel, Platzierungen, Wochen, Auszeichnungen, Anmerkungen) | Höchstplatzierung, Gesamtwochen, AuszeichnungChartplatzierungen (Jahr, Titel, Musiklabel, Platzierungen, Wochen, Auszeichnungen, Anmerkungen) | Höchstplatzierung, Gesamtwochen, AuszeichnungChartplatzierungen (Jahr, Titel, Musiklabel, Platzierungen, Wochen, Auszeichnungen, Anmerkungen) | Höchstplatzierung, Gesamtwochen, AuszeichnungChartplatzierungen (Jahr, Titel, Musiklabel, Platzierungen, Wochen, Auszeichnungen, Anmerkungen) | Höchstplatzierung, Gesamtwochen, AuszeichnungChartplatzierungen (Jahr, Titel, Musiklabel, Platzierungen, Wochen, Auszeichnungen, Anmerkungen) | Anmerkungen                                                |
| Jahr | Titel Musiklabel                                              | DE | AT | CH | UK | US | Anmerkungen                                                |
| ---- | ------------------------------------------------------------- | --- | --- | --- | --- | --- | ---------------------------------------------------------- |
| 2004 | Soulmates Never Die – Live in Paris 2003 Virgin Records (EMI) | DE33 Gold · (3 Wo.)DE | AT1 Gold · (20 Wo.)AT | CH35 (3 Wo.)CH | UK4 (7 Wo.)UK | — | Erstveröffentlichung: 15. März 2004 Verkäufe: + 142.000    |
| 2004 | Once More with Feeling: Videos 1996–2004 Virgin Records (EMI) | DE*DE | AT3 (3 Wo.)AT | CH*CH | — | — | Erstveröffentlichung: 22. Oktober 2004 * siehe Kompilation |
| 2011 | We Come in Pieces Eagle Vision • Elevator Music (Elevator)    | DE55 (1 Wo.)DE | AT3 (1 Wo.)AT | — | UK10 (2 Wo.)UK | — | Erstveröffentlichung: 28. Oktober 2011 Verkäufe: + 7.500   |
| 2015 | MTV Unplugged Vertigo Records (UMG)                           | DE*DE | — | CH3 (1 Wo.)CH | — | — | Erstveröffentlichung: 27. November 2015 * siehe Livealbum  |

### Musikvideos
| Jahr | Titel                              | Regie                                                                     |
| ---- | ---------------------------------- | ------------------------------------------------------------------------- |
| 1996 | Come Home                          | Robert Lloyd                                                              |
| 1996 | 36 Degrees                         | Chris Cunningham                                                          |
| 1997 | Teenage Angst                      | Trevor Robinson                                                           |
| 1997 | Nancy Boy                          | Howard Greenhalgh                                                         |
| 1997 | Bruise Pristine                    | Howard Greenhalgh                                                         |
| 1998 | Pure Morning                       | Nick Gordon                                                               |
| 1998 | You Don’t Care About Us            | John Hillcoat                                                             |
| 1999 | Every You, Every Me                | Matthew Amos                                                              |
| 1999 | Without You I’m Nothing            |                                                                           |
| 2000 | Taste in Men                       | Barbara McDonogh                                                          |
| 2000 | Slave to the Wage                  | Howard Greenhalgh                                                         |
| 2001 | Special K                          | Howard Greenhalgh                                                         |
| 2001 | Black-Eyed                         | Vanessa Jopp                                                              |
| 2003 | The Bitter End                     | Howard Greenhalgh                                                         |
| 2003 | This Picture                       | Howard Greenhalgh                                                         |
| 2003 | Special Needs                      | Paul Gore                                                                 |
| 2004 | English Summer Rain                | Grégoire Pinard                                                           |
| 2004 | Protège-moi                        | Gaspar Noé                                                                |
| 2004 | Twenty Years                       | Simon Cracknell                                                           |
| 2006 | Because I Want You                 | Russell Thomas                                                            |
| 2006 | Song to Say Goodbye                | Phillipe André                                                            |
| 2006 | Infra-Red                          | Ed Holdsworth                                                             |
| 2006 | Meds                               | David Mould                                                               |
| 2006 | Follow the Cops Back Home          | Daniel Askill                                                             |
| 2007 | Running Up That Hill               |                                                                           |
| 2009 | For What It’s Worth                | Howard Greenhalgh                                                         |
| 2009 | Ashtray Heart                      | Rob Chandler                                                              |
| 2009 | The Never-Ending Why               | Champagne Valentine                                                       |
| 2010 | Bright Lights                      | Heroes for Zeroes                                                         |
| 2012 | B3                                 | Eric Epstein                                                              |
| 2013 | Too Many Friends                   | Saman Kesh (Original, 2013) Duncan Roe (Alternate Director Version, 2014) |
| 2014 | Scene of the Crime                 | Rebecca Rice                                                              |
| 2014 | Hold on to Me                      | Patrik Andersson Winberg                                                  |
| 2014 | Rob the Bank                       | Diego Contreras, Dave Ramirez                                             |
| 2014 | A Million Little Pieces            | Wolf Jaiser                                                               |
| 2014 | Exit Wounds                        | Charlie Targett-Adams                                                     |
| 2014 | Purify                             | A.J. Gómez, Victoria Velarde                                              |
| 2014 | Begin the End                      | Piper Ferguson                                                            |
| 2014 | Bosco (Alternate Director Version) | Kyle Salazar                                                              |
| 2014 | Loud Like Love                     | Saman Kesh                                                                |
| 2014 | A Million Little Pieces            | Ben Reed                                                                  |
| 2016 | Jesus’ Son                         | Joe Connor                                                                |
| 2017 | Life’s What You Make It            | Sasha Rainbow                                                             |
| 2021 | Surrounded by Spies                | Gregg Houston                                                             |
| 2022 | Try Better Next Time               | Oscar Sansom                                                              |

## Boxsets
| Jahr | Titel Musiklabel                        | Höchstplatzierung, Gesamtwochen, AuszeichnungChartplatzierungen (Jahr, Titel, Musiklabel, Platzierungen, Wochen, Auszeichnungen, Anmerkungen) | Höchstplatzierung, Gesamtwochen, AuszeichnungChartplatzierungen (Jahr, Titel, Musiklabel, Platzierungen, Wochen, Auszeichnungen, Anmerkungen) | Höchstplatzierung, Gesamtwochen, AuszeichnungChartplatzierungen (Jahr, Titel, Musiklabel, Platzierungen, Wochen, Auszeichnungen, Anmerkungen) | Höchstplatzierung, Gesamtwochen, AuszeichnungChartplatzierungen (Jahr, Titel, Musiklabel, Platzierungen, Wochen, Auszeichnungen, Anmerkungen) | Höchstplatzierung, Gesamtwochen, AuszeichnungChartplatzierungen (Jahr, Titel, Musiklabel, Platzierungen, Wochen, Auszeichnungen, Anmerkungen) | Anmerkungen                             |
| Jahr | Titel Musiklabel                        | DE | AT | CH | UK | US | Anmerkungen                             |
| ---- | --------------------------------------- | --- | --- | --- | --- | --- | --------------------------------------- |
| 2009 | The Hut Recordings Virgin Records (EMI) | — | — | — | — | — | Erstveröffentlichung: 5. Juni 2009      |
| 2023 | Live So Recordings (PIAS)               | DE19 (1 Wo.)DE | — | — | — | — | Erstveröffentlichung: 15. Dezember 2023 |

## Promoveröffentlichungen
| Jahr | Titel Album                                        | Anmerkungen                                        |
| ---- | -------------------------------------------------- | -------------------------------------------------- |
| 1996 | Oxygen Thief –                                     | Erstveröffentlichung: 1996                         |
| 1997 | Eyesight to the Blind B-Sides 1996–2006            | Erstveröffentlichung: 1997                         |
| 1998 | 20th Century Boy Velvet Goldmine (O.S.T.) • Covers | Erstveröffentlichung: 1998 Original: T. Rex        |
| 2000 | Johnny and Mary Covers                             | Erstveröffentlichung: 2000 Original: Robert Palmer |
| 2003 | Daddy Cool Covers                                  | Erstveröffentlichung: 2003 Original: Boney M.      |
| 2004 | I Do Once More with Feeling: Singles 1996-2004     | Erstveröffentlichung: 2004                         |
| 2011 | Pollera Colora –                                   | Erstveröffentlichung: 19. Juli 2011                |
| 2014 | Hold on to Me Loud Like Love                       | Erstveröffentlichung: 6. Januar 2014               |
| 2016 | I Know (Version 2008) –                            | Erstveröffentlichung: 4. August 2016               |

## Sonderveröffentlichungen

### Alben
| Jahr | Titel Musiklabel                                             | Anmerkungen                                                             |
| ---- | ------------------------------------------------------------ | ----------------------------------------------------------------------- |
| 2007 | Gift Pack Virgin Records (EMI)                               | Erstveröffentlichung: 26. Oktober 2007 CD+DVD zu Once More with Feeling |
| 2015 | MTV Unplugged (Limited Deluxe Edition) Vertigo Records (UMG) | Erstveröffentlichung: 27. November 2015 CD+DVD zu MTV Unplugged         |

| Jahr | Titel Musiklabel                  | Anmerkungen                |
| ---- | --------------------------------- | -------------------------- |
| 1995 | Placebo Elevator Music (Elevator) | Erstveröffentlichung: 1995 |

| Jahr | Titel Musiklabel               | Anmerkungen                              |
| ---- | ------------------------------ | ---------------------------------------- |
| 2013 | LLLTV EP Vertigo Records (UMG) | Erstveröffentlichung: 27. September 2013 |

| Jahr | Titel Musiklabel                                                  | Anmerkungen                                                                         |
| ---- | ----------------------------------------------------------------- | ----------------------------------------------------------------------------------- |
| 2001 | Black Market Music + Without You I’m Nothing Virgin Records (EMI) | Erstveröffentlichung: 2001 Teil der „2-Original-Classic-Albums“-Reihe               |
| 2003 | Black Market Music + Placebo Virgin Records (EMI)                 | Erstveröffentlichung: 2003 Teil der „2-Original-Classic-Albums“-Reihe               |
| 2007 | Meds + Placebo Virgin Records (EMI)                               | Erstveröffentlichung: 14. September 2007 Teil der „2-Original-Classic-Albums“-Reihe |
| 2008 | Sleeping with Ghosts + Placebo Virgin Records (EMI)               | Erstveröffentlichung: 2008 Teil der „2-Original-Classic-Albums“-Reihe               |
| 2009 | B-Sides + Live at La Cigale Virgin Records (EMI)                  | Erstveröffentlichung: 11. September 2009 Teil der „2-Original-Classic-Albums“-Reihe |
| 2009 | Black Market Music + Meds Virgin Records (EMI)                    | Erstveröffentlichung: 11. September 2009 Teil der „2-Original-Classic-Albums“-Reihe |

| Jahr | Titel Musiklabel                                | Anmerkungen                                                     |
| ---- | ----------------------------------------------- | --------------------------------------------------------------- |
| 2007 | Exclusive Session – Live Virgin Records (EMI)   | Erstveröffentlichung: 29. Januar 2007 Vertrieb nur über iTunes  |
| 2009 | iTunes Festival: London 2009 Dreambrother (EMI) | Erstveröffentlichung: 7. Dezember 2009 Vertrieb nur über iTunes |

### Lieder
| Jahr | Titel Album                                                                            | Anmerkungen                                                                     |
| ---- | -------------------------------------------------------------------------------------- | ------------------------------------------------------------------------------- |
| 1996 | Bigmouth Strikes Again The Smiths Is Dead                                              | Erstveröffentlichung: 5. November 1996 Original: The Smiths                     |
| 1997 | Nancy Boy (Live at Glastonbury) Glastonbury Live ’97: Mud for It                       | Erstveröffentlichung: 25. August 1997                                           |
| 2005 | The Crawl (Live at Glastonbury) Glastonbury Anthems: The Best of Glastonbury 1994–2004 | Erstveröffentlichung: März 2005                                                 |
| 2005 | Twenty Years (Live at Live 8) Live 8                                                   | Erstveröffentlichung: 8. November 2005                                          |
| 2006 | The Ballad of Melody Nelson Monsieur Gainsbourg Revisited                              | Erstveröffentlichung: 27. Februar 2006 Original: Serge Gainsbourg & Jane Birkin |

| Jahr | Titel Soundtrack                                          | Anmerkungen                                              |
| ---- | --------------------------------------------------------- | -------------------------------------------------------- |
| 1997 | Nancy Boy Airbag                                          | Erstveröffentlichung: 1997                               |
| 1997 | 36 Degrees Day Tripper                                    | Erstveröffentlichung: 1997                               |
| 1998 | Bruise Pristine Gran Turismo                              | Erstveröffentlichung: 1998                               |
| 1998 | Nancy Boy (Sex Mix) Déjà mort                             | Erstveröffentlichung: April 1998                         |
| 1998 | 20th Century Boy Velvet Goldmine                          | Erstveröffentlichung: 3. November 1998 Original: T. Rex  |
| 1999 | Every You, Every Me Eiskalte Engel                        | Erstveröffentlichung: 1999                               |
| 1999 | Pure Morning (Les Rythmes Digitales Remix) FIFA 2000      | Erstveröffentlichung: 1999                               |
| 2003 | The Bitter End (Junior Sanchez’ Output Remix) SSX 3       | Erstveröffentlichung: 2003                               |
| 2004 | Bulletproof Cupid Die fetten Jahre sind vorbei            | Erstveröffentlichung: 2004                               |
| 2005 | Pure Morning Glück in kleinen Dosen                       | Erstveröffentlichung: 18. Oktober 2005                   |
| 2005 | The Crawl Les Chevaliers du ciel                          | Erstveröffentlichung: 8. November 2005                   |
| 2006 | Protect Me from What I Want Hell – Gefangene des Jenseits | Erstveröffentlichung: 27. Februar 2006                   |
| 2006 | Pure Morning Mein Name ist Juani                          | Erstveröffentlichung: 16. Oktober 2006                   |
| 2008 | Running Up That Hill Bones – Die Knochenjägerin           | Erstveröffentlichung: 2008 Original: Kate Bush           |
| 2010 | Running Up That Hill Daybreakers                          | Erstveröffentlichung: 5. Januar 2010 Original: Kate Bush |
| 2010 | Running Up That Hill Vampire Diaries                      | Erstveröffentlichung: 12. Oktober 2010                   |
| 2013 | The Crawl Tell Me Something                               | Erstveröffentlichung: 3. Juni 2013                       |

### Videoalben
| Jahr | Titel Musiklabel                                       | Anmerkungen                                                                                  |
| ---- | ------------------------------------------------------ | -------------------------------------------------------------------------------------------- |
| 2006 | Meds (Special Edition) Virgin Records (EMI)            | Erstveröffentlichung: 10. März 2006 CD+DVD, Verkäufe werden Meds hinzuaddiert                |
| 2009 | The Making of Battle for the Sun PIAS (Rough Trade)    | Erstveröffentlichung: 5. Juni 2009 CD+DVD, Verkäufe werden Battle for the Sun hinzuaddiert   |
| 2013 | Loud Like Love (Special Edition) Vertigo Records (UMG) | Erstveröffentlichung: 13. September 2013 CD+DVD, Verkäufe werden Loud Like Love hinzuaddiert |

## Statistik

### Chartauswertung
Die folgenden Aufstellungen bieten eine Übersicht von Placebo in den Album-, Single- und Musik-DVD-Charts. Zu berücksichtigen ist, dass sich Videoalben in Deutschland auch in den Albumcharts platzieren, in den anderen Ländern wurden die Chartdaten aus eigenständigen Musik-DVD-Charts entnommen. Ausnahme hierbei ist Soulmates Never Die – Live in Paris 2003 in der Schweiz. Das Videoalbum platzierte sich auch in den Albumcharts, da es zu disem Zeitpunkt noch keine Musik-DVD-Charts hab, die Einführung erfolgte erst im Jahr 2008.
|                     | DE     | AT     | CH     | UK     | US    |
| ------------------- | ------ | ------ | ------ | ------ | ----- |
| Nummer-eins-Alben   | DE2DE  | AT3AT  | CH4CH  | UK—UK  | US—US |
| Top-10-Alben        | DE8DE  | AT7AT  | CH6CH  | UK7UK  | US—US |
| Alben in den Charts | DE14DE | AT11AT | CH12CH | UK11UK | US3US |

|                       | DE     | AT    | CH    | UK     | US    |
| --------------------- | ------ | ----- | ----- | ------ | ----- |
| Nummer-eins-Singles   | DE—DE  | AT—AT | CH—CH | UK—UK  | US—US |
| Top-10-Singles        | DE—DE  | AT—AT | CH—CH | UK3UK  | US—US |
| Singles in den Charts | DE14DE | AT4AT | CH8CH | UK17UK | US—US |

|                          | DE    | AT    | CH    | UK    | US    |
| ------------------------ | ----- | ----- | ----- | ----- | ----- |
| Nummer-eins-Videoalben   | DE—DE | AT1AT | CH—CH | UK—UK | US—US |
| Top-10-Videoalben        | DE—DE | AT3AT | CH1CH | UK2UK | US—US |
| Videoalben in den Charts | DE—DE | AT3AT | CH1CH | UK2UK | US—US |

### Auszeichnungen für Musikverkäufe
| Silberne Schallplatte - Portugal - 2003: für das Album Sleeping with Ghosts - 2004: für das Videoalbum Soulmates Never Die – Live in Paris 2003 Goldene Schallplatte - Australien - 2001: für das Album Black Market Music - Belgien - 2003: für das Album Sleeping with Ghosts - 2006: für das Album Meds - 2007: für das Album Placebo - 2009: für das Album Battle for the Sun - Frankreich (SNEP) - 1999: für das Album Without You I’m Nothing - 2002: für das Album Placebo - Frankreich (UPFI) - 2012: für das Videoalbum We Come in Pieces - Griechenland - 2003: für das Album Sleeping with Ghosts - 2006: für das Album Meds - 2007: für das Album Without You I’m Nothing - Mexiko - 2005: für das Videoalbum Soulmates Never Die – Live in Paris 2003 - 2005: für das Album Once More with Feeling - Neuseeland - 1999: für das Album Without You I’m Nothing - Russland - 2006: für das Album Meds - 2009: für das Album Battle for the Sun | 2× Goldene Schallplatte - Frankreich - 2003: für das Album Black Market Music - 2005: für das Album Once More with Feeling Platin-Schallplatte - Australien - 2000: für das Album Without You I’m Nothing - Belgien - 2007: für das Album Without You I’m Nothing - 2007: für das Album Black Market Music - Frankreich (SNEP) - 2006: für das Album Meds - Europa (IFPI) - 2003: für das Album Without You I’m Nothing - 2004: für das Album Sleeping with Ghosts 2× Platin-Schallplatte - Frankreich (SNEP) - 2004: für das Album Sleeping with Ghosts Diamantene Schallplatte - Europa (Impala) - 2009: für das Album Battle for the Sun - Frankreich (SNEP) - 2005: für das Videoalbum Soulmates Never Die – Live in Paris 2003 |

Anmerkung: Auszeichnungen in Ländern aus den Charttabellen bzw. Chartboxen sind in ebendiesen zu finden.
| Land/RegionAuszeichnungen für Musikverkäufe (Land/Region, Auszeichnungen, Verkäufe, Quellen) | Silber     | Gold       | Platin       | Diamant     | Verkäufe    | Quellen                   |
| -------------------------------------------------------------------------------------------- | ---------- | ---------- | ------------ | ----------- | ----------- | ------------------------- |
| Australien (ARIA)                                                                            | —          | Gold1      | Platin1      | —           | 105.000     | aria.com.au               |
| Belgien (BRMA)                                                                               | —          | 4× Gold4   | 2× Platin2   | —           | 190.000     | ultratop.be               |
| Deutschland (BVMI)                                                                           | —          | 6× Gold6   | 2× Platin2   | —           | 925.000     | musikindustrie.de         |
| Europa (IFPI)                                                                                | —          | —          | 2× Platin2   | —           | (2.000.000) | ifpi.org                  |
| Europa (Impala)                                                                              | —          | —          | —            | Diamant1    | (250.000)   | Einzelnachweise           |
| Frankreich (SNEP)                                                                            | —          | 6× Gold6   | 3× Platin3   | Diamant1    | 1.500.000   | snepmusique.com           |
| Frankreich (UPFI)                                                                            | —          | Gold1      | —            | —           | 7.500       | upfi.fr                   |
| Griechenland (IFPI)                                                                          | —          | 3× Gold3   | —            | —           | 27.500      | Einzelnachweise           |
| Mexiko (AMPROFON)                                                                            | —          | 2× Gold2   | —            | —           | 60.000      | amprofon.com.mx           |
| Neuseeland (RMNZ)                                                                            | —          | Gold1      | —            | —           | 7.500       | aotearoamusiccharts.co.nz |
| Österreich (IFPI)                                                                            | —          | 4× Gold4   | —            | —           | 42.500      | ifpi.at                   |
| Portugal (AFP)                                                                               | 2× Silber2 | —          | —            | —           | 12.000      | Einzelnachweise           |
| Russland (NFPF)                                                                              | —          | 2× Gold2   | —            | —           | 20.000      | 2m-online.ru              |
| Schweiz (IFPI)                                                                               | —          | 2× Gold2   | Platin1      | —           | 70.000      | hitparade.ch              |
| Vereinigtes Königreich (BPI)                                                                 | 5× Silber5 | 5× Gold5   | 3× Platin3   | —           | 2.580.000   | bpi.co.uk                 |
| Insgesamt                                                                                    | 7× Silber7 | 37× Gold37 | 14× Platin14 | 2× Diamant2 |             |                           |